# Villa Cheysson
La villa Cheysson est une voie privée du 16e arrondissement de Paris, en France.

## Situation et accès

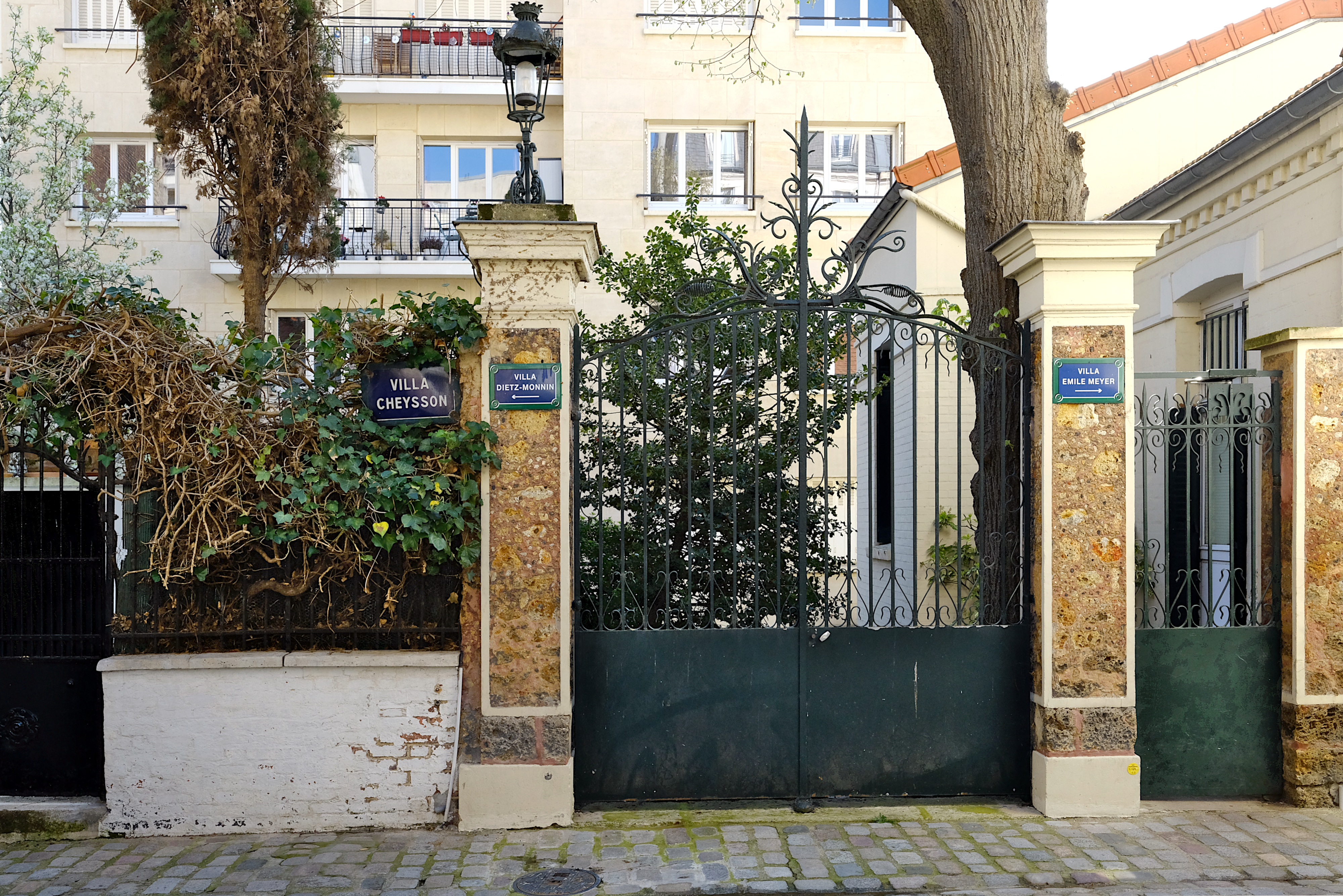
Villas Cheyson, Dietz-Monnin et Émile-Myer à l'intérieur d'une parcelle privative du 16e arrondissement.

La villa Cheysson est une voie privée, comprise dans la villa Mulhouse, située dans le 16e arrondissement de Paris. Elle débute au 84, rue Boileau et se termine en impasse.
La villa Cheysson est desservie par la ligne 9 à la station Exelmans.

## Origine du nom
Cette voie est nommée d'après le nom du propriétaire des terrains sur lesquels elle a été ouverte.

## Historique
Cette voie, ouverte en 1887 sous le nom de « passage Cheysson », prend sa dénomination actuelle en 1937.

## Bâtiments remarquables et lieux de mémoire
- Villa Mulhouse.